# Titan (Harris)
Titan ist ein historischer Roman des  Schriftstellers Robert Harris. Das Werk ist der zweite Teil der Trilogie über Marcus Tullius Cicero. Das Buch wurde am 8. Oktober 2009 unter dem Originaltitel Lustrum bei Hutchinson veröffentlicht, die deutsche Übersetzung im selben Monat im Heyne Verlag. 

## Handlung
Auf eine detaillierte Darstellung der Handlung wird mit Verweis auf Ciceros Biographie verzichtet.
Die Handlung wird wieder wie im ersten Teil der Trilogie aus der Sicht Ciceros Haussklaven Tiro geschildert. Der erste Teil des Buches umfasst seine Zeit als Konsul für das Jahr 63 v. Chr. und beschreibt seine Rolle beim Aufdecken und Aburteilen der Verschwörung des Catilina, für die ihm als Pater patriae (Vater des Vaterlandes) gehuldigt wurde. Der zweite Teil behandelt die Zeit von 62 bis 58 v. Chr. und hat zum Thema den Bona-Dea-Skandal, die daraus resultierende Feindschaft zu Publius Clodius Pulcher, sowie die Entwicklung des Verhältnisses zu Gaius Iulius Caesar, und endet mit der Abreise Ciceros und Tiros aus Rom.
Der dritte und letzte Teil der Biographie, Dictator, schließt die Cicero-Trilogie ab.

## Kritiken
In der Besprechung im Deutschlandradio Kultur wurde Harris für den Roman „großes Geschick“ bescheinigt: „Mal rafft er, mal entfaltet er bestimmte Situationen.“ Harris gelinge es nicht nur, „das Leben Ciceros wie einen spannenden Krimi zu erzählen, er schafft es auch, dem historischen Stoff treu zu bleiben“. Ferner sei Titan „hervorragend recherchiert“. Ähnlich äußerte sich auch die Berliner Literaturkritik und urteilte, Harris schaffe „authentische Szenen“.